# Asher Gamedze
Asher Simiso Gamedze (* 1989 in Bristol, England) ist ein südafrikanischer Jazzmusiker (Schlagzeuger, Komposition) und Sozialwissenschaftler.

## Leben und Wirken
Gamedze ist als Musiker großteils Autodidakt. Er begann in der High School am West Rand von Johannesburg und spielte lange auf dem geliehenen Schlagzeugset eines Freundes, bevor er sich selbst ein Instrument kaufen konnte. An der Universität Kapstadt studierte er zunächst Geschichte; in seiner Magisterarbeit beschäftigte er sich mit den Philosophien des südafrikanischen Free Jazz. Er ist auch Mitglied der Bewegung „Pathways to Free Education“. 2019 war er an Angel Bat Dawids Album Oracle beteiligt und trat auch mit ihr im selben Jahr beim Jazzfest Berlin auf (Live). Im folgenden Jahr legte er das mit seinem Quartett, bestehend aus dem Saxophonisten Buddy Wells, dem Trompeter Robin Kock und dem Bassisten Thembinkosi Mavimbela, und der Sängerin Nono Nkoane entstandene Album Dialectic Soul vor. Klanglich und kulturell tief in südafrikanischen Musiktraditionen verwurzelt, trägt die Musik auch Züge der Spiritualität von John Coltrane ebenso wie der Experimentierfreude des Art Ensemble of Chicago. Das Herzstück des Albums ist die vierteilige „State of Emergence Suite“, die er beim Jazzfest Berlin 2022 vorstellte und die im musikalischen Ausdruck der Post-Coltrane-Tradition verwurzelt ist. Dialectic Soul erfuhr starke positive Resonanz seitens der Musikkritik. The New York Times zählte es zu den besten zehn Alben des Jahres; außerdem wurde es in der Kategorie „Bestes Traditionelles Jazz-Album“ bei den Mzantsi Jazz Awards ausgezeichnet.
Gamedze trat häufig in Südafrika und in weiteren Ländern des Kontinents auf wie in Ägypten, Lesotho und Malawi. Weiterhin tourte er in Europa und in den Vereinigten Staaten, vor allem in Chicago. 2022 legte er das Album Out Side Work: Two Duets vor, entstanden mit dem Saxophonisten Xristian Espinoza und dem Vokalisten Alan Bishop. 2023 folgte das Album Turbulence and Pulse. Des Weiteren wirkte Gamedze bei Aufnahmen von Luh’ra, Xhanti Nokwali, On Our Own Clock und Manny Walters mit; außerdem trat er mit Ben LaMar Gay, Nduduzo Makhathini, Salim Washington, Sharif Sehnaoui und Alabaster DePlume auf.
Gamedze betrachtet seine Arbeit als Musiker und Historiker bestimmt durch „die Besonderheiten der südafrikanischen Jazztradition sowie die ästhetischen Ursprünge musikalischer Ausdrucksformen in der Erfahrung von und im Kampf gegen Rassismus und Unterdrückung“. Er hat Geschichte an der Universität Kapstadt gelehrt und unterrichtet und arbeitet in Kapstadt als Ausbilder, Organisator und Vermittler mit verschiedenen sozialen Bewegungen und Gemeindeaktivisten zusammen.

## Diskographische Hinweise
- Constitution (International Anthem, 2024)